# Тёкан
Тёкан (яп. 長寛 тё:кан) — девиз правления (нэнго) японского императора Нидзё, использовавшийся с 1163 по 1165 год .

## Продолжительность
Начало и конец эры:
- 29-й день 3-й луны 3-го года Охо (по юлианскому календарю — 4 мая 1163);
- 5-й день 6-й луны 3-го года Тёкан (по юлианскому календарю — 14 июля 1165).

## Происхождение
Название нэнго было заимствовано из классического древнекитайского сочинения «Вэй Чэн Дянь Сюнь» (кит. упр. 維城典訓, пиньинь Wéi chéng diǎn xùn):「長之寛之、施其功博矣」.

## События
- 1163 год (1-я луна 1-го года Тёкан) — Тайра-но Сигэмори (1138—1179) был повышен до второго чина 3-го класса в придворной иерархии[5];
- 1163 год (2-я луна 1-го года Тёкан) — в Тодай-дзи и Кофуку-дзи съехались буддийские священники помолиться о процветании императорской семьи[5];
- 14 сентября 1164 год (26-й день 8-й луны 2-го года Тёкан) — дайдзё тэнно Сутоку скончался в возрасте 46 лет[6];

## Сравнительная таблица
Ниже представлена таблица соответствия японского традиционного и европейского летосчисления. В скобках к номеру года японской эры указано название соответствующего года из 60-летнего цикла китайской системы гань-чжи. Японские месяцы традиционно названы лунами.
| 1-й год Тёкан (Водяная Коза)        | 1-я луна        | 2-я луна   | 3-я луна* | 4-я луна  | 5-я луна* | 6-я луна | 7-я луна* | 8-я луна   | 9-я луна*   | 10-я луна  | 11-я луна*              | 12-я луна     |                |
| ----------------------------------- | --------------- | ---------- | --------- | --------- | --------- | -------- | --------- | ---------- | ----------- | ---------- | ----------------------- | ------------- | -------------- |
| Юлианский календарь                 | 5 февраля 1163  | 7 марта    | 6 апреля  | 5 мая     | 4 июня    | 3 июля   | 2 августа | 31 августа | 30 сентября | 29 октября | 28 ноября               | 27 декабря    |                |
| 2-й год Тёкан (Деревянная Обезьяна) | 1-я луна*       | 2-я луна   | 3-я луна* | 4-я луна  | 5-я луна* | 6-я луна | 7-я луна  | 8-я луна*  | 9-я луна    | 10-я луна* | 10-я луна* (високосная) | 11-я луна     | 12-я луна      |
| Юлианский календарь                 | 26 января 1164  | 24 февраля | 25 марта  | 23 апреля | 23 мая    | 21 июня  | 21 июля   | 20 августа | 18 сентября | 18 октября | 16 ноября               | 15 декабря    | 14 января 1165 |
| 3-й год Тёкан (Деревянный Петух)    | 1-я луна*       | 2-я луна   | 3-я луна* | 4-я луна  | 5-я луна* | 6-я луна | 7-я луна* | 8-я луна   | 9-я луна    | 10-я луна* | 11-я луна               | 12-я луна     |                |
| Юлианский календарь                 | 13 февраля 1165 | 14 марта   | 13 апреля | 12 мая    | 11 июня   | 10 июля  | 9 августа | 7 сентября | 7 октября   | 6 ноября   | 5 декабря               | 4 января 1166 |                |

* звёздочкой отмечены короткие месяцы (луны) продолжительностью 29 дней. Остальные месяцы длятся 30 дней.